# Siergiej Paramonow
Siergiej Władimirowicz Paramonow (ros. Сергей Владимирович Парамонов, ukr. Сергій Володимирович Парамонов, Serhij Wołodymyrowycz Paramonow, ur. 16 września 1945 w Biełoriecku) – radziecki szpadzista, brązowy medalista olimpijski i czterokrotny medalista mistrzostw świata.
Na igrzyskach olimpijskich w Monachium w 1972 roku reprezentacja ZSRR w składzie: Wiktor Modzolewski, Siergiej Paramonow, Igor Waletow, Gieorgij Zażycki i Hryhorij Kriss zdobyła w zawodach drużynowych brązowy medal. W rywalizacji indywidualnej odpadł w półfinałach. Były to jego jedyne starty olimpijskie.
Podczas mistrzostw świata w Hawanie w 1969 roku wspólnie z Aleksiejem Nikanczikowem, Hryhorijem Krissem, Igorem Waletowem i Gieorgijem Zażyckim zwyciężył w zawodach drużynowych. W tej samej konkurencji zdobył również srebrny medal na mistrzostwach świata w Wiedniu (1971) oraz brązowy na mistrzostwach świata w Göteborgu (1971). Ponadto na mistrzostwach świata w Ankarze w 1970 roku zdobył indywidualnie srebrny medal, plasując się za Aleksiejem Nikanczikowem.
W 1972 roku zdobył indywidualnie tytuł mistrza ZSRR.

## Osiągnięcia
Konkurencja: szpada
Igrzyska olimpijskie
- drużynowo (1972)